# Abû Saïd ibn Abû al-Khaïr
Abû Saîd ibn Abû al-Khaïr est né entre 957 et 967 à Mayhana, dans le Khurāsān. Il est un des premiers grands maîtres spirituels persans.  

## Biographie
Enfant, son père, droguiste, l’emmenait aux concerts spirituels (samā‘) organisés par les soufis de la ville. Il reçut très tôt un enseignement spirituel auprès d’un maître, Abū l-Qāsim Bishri Yāsīn, dont, plus tard, il citerait les vers dans ses sermons. Il étudia le droit shāfi‘īte, l’exégèse du Qur’ān, les dogmes et les hadīths. 
Présenté à Hasan as-Sarakhsī, celui-ci devint son maītre (pīr) et le poussa à prolonger la science exotérique par une réalisation intérieure. Il connut une longue période d’ascèse et de mortification, le conduisant à aller bien au-delà des prescriptions légales, à s’isoler du monde et se consacrer tout entier au dhikr. Cette période eut pour but de briser sa nafs (son ego) et de l’éveiller intérieurement ; elle s’interrompit lorsque, vers 397/1006, il parvint à une certaine réalisation intérieure. Il s’adonna alors au service des pauvres (khidma derwīshān). Il affirmera d’ailleurs que « le plus court chemin pour parvenir à Dieu consiste à procurer du repos à l’âme d’un musulman ». 
Puis, il se mit alors à prêcher devant un auditoire de plus en plus étendu et, tout en poursuivant un travail spirituel, à offrir des réceptions somptueuses, voire extravagantes pour qui s’en tenait aux apparences et qui, en général, se terminaient par un concert spirituel (samā‘). Perpétuellement endetté, il trouva cependant toujours des personnes riches et dévotes pour payer les sommes parfois énormes que lui coûtaient ses banquets. Surnommé de son vivant le “Prince de la Voie Spirituelle”, il fut admiré par certains et décrié par d’autres. Il mourut en 440/1049 dans la ville où il naquit. 

## Doctrine
Son mode de vie et son enseignement scandalisèrent les savants exotéristes et même certains spirituels de son temps qui s’attachaient plus à la lettre et aux pratiques mortificatoires qu’au degré de réalisation proprement dit. Condamné par les autorités religieuses de Nichapur, il risqua sa vie. Mais possédant le don de lire dans les pensées, il sut toujours déjouer les attaques de ses détracteurs.
On a vu dans son attitude un précurseur des malamatiyya, ce groupe de soufis qui, dans le Khurāsān, pour atteindre au renoncement complet et à la pure sincérité, n’hésitaient pas à rechercher le blâme public de leurs contemporains et, tout particulièrement, des autorités religieuses exotériques. Abū Sa‘īd s’opposa aux autorités religieuses qui s’étaient alliées au sultan Mahmoud de Ghazni et représentaient plus un moyen d’accéder au pouvoir qu’aux cieux. Abū Sa‘īd extorqua parfois de l’argent aux riches et à ses adversaires pour le redistribuer aux pauvres. Il se moqua aussi de ceux qui, des soufis, n’avaient que la défroque. Moins d’un siècle après la condamnation de Hallāj, il fut le premier à le réhabiliter en déclarant qu’il était « celui qui, de l’orient à l’occident, était sans égal dans les sciences de l’état spirituel ». Lui-même dans une enstase s’écria d’ailleurs : « il n’y a rien d’autre que Dieu dans cette robe (laysa fī l-jubba illā Llāh) ». Comme Rābi‘a, il prôna la primauté du pèlerinage intérieur sur le pèlerinage extérieur à La Mecque – une autre des pièces de la condamnation d’al-Hallāj. Pour lui, le monde tout entier était langage et chaque verset du Coran un enseignement ésotérique.

## Œuvre
Il contribua à faire du persan la seconde langue spirituelle de l’islām, après l’arabe, et il est aussi considéré comme un des premiers poètes à avoir utilisé le robay (quatrain formé non de quatre vers, mais de quatre hémistiches). Tout en ayant abandonné les livres et la pensée philosophique et scientifique, il rencontra et correspondit néanmoins avec Avicenne. Le récit de sa vie, de ses faits et gestes a été écrit, dans la seconde moitié du VIIe /XIIe siècle, par Muhammad b. al-Munawwar, son arrière-petit-fils. ‘Attār et bien des grands maîtres spirituels lui vouèrent une vénération particulière même si sa silsila (chaîne initiatique) s’est interrompue.